# Cal Valentines (Torà)
Cal Valentines és una casa de Torà, a la comarca del Solsonès, inclosa a l'Inventari del Patrimoni Arquitectònic de Catalunya.

## Descripció
Destaca per la seva singular tribuna i la balustrada que corona l'edifici.

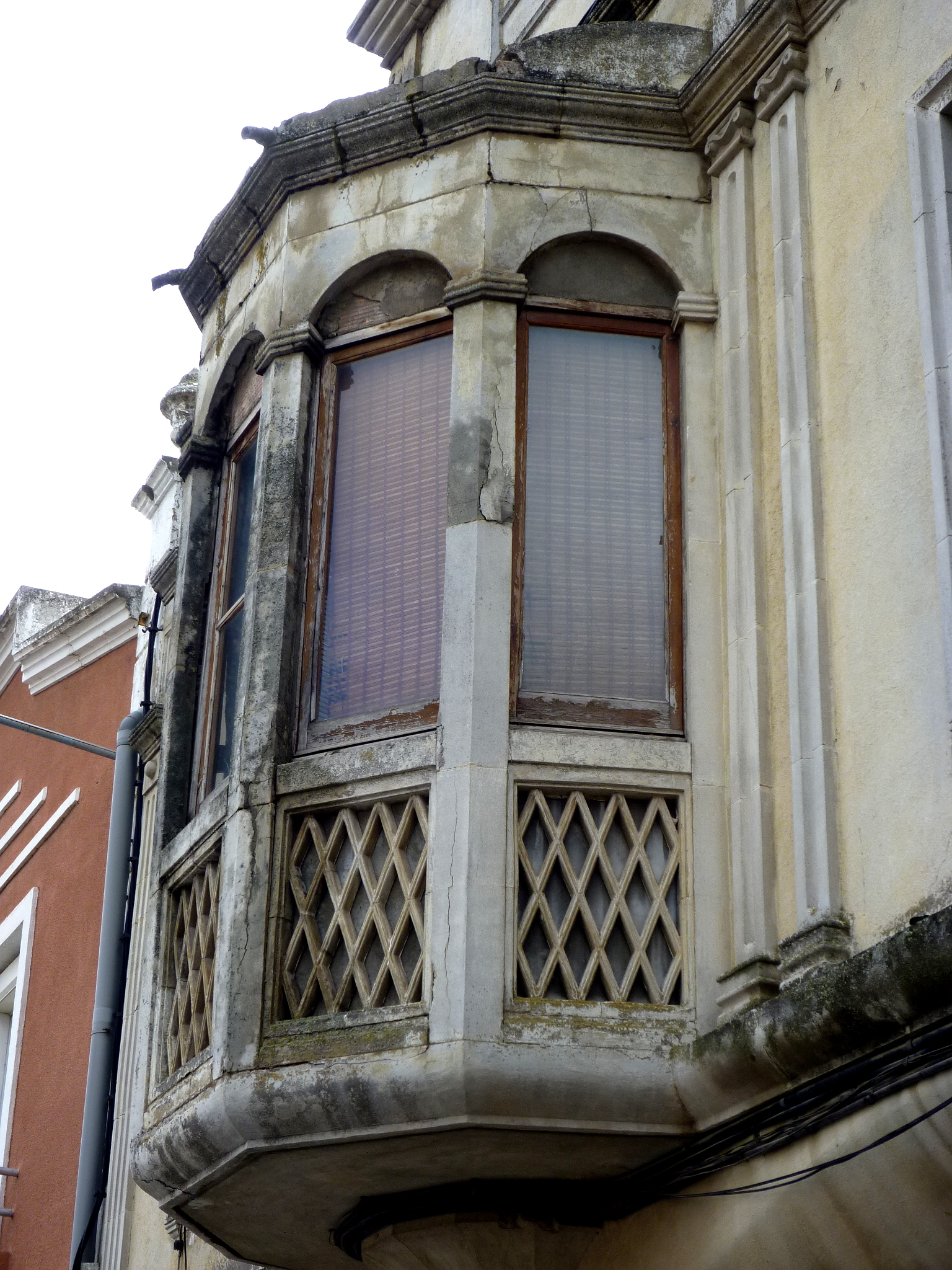
La tribuna

A la planta baixa observem dues portes de garatge amb arc escarser i un sòcol de mig metre al llarg de la façana. Al primer pis trobem l'element més destacat d'aquest edifici, la tribuna. Aquesta tribuna està situada al bell mig de la façana i presenta cinc cares iguals amb finestra semicircular i balustre d'obra. Els dos cossos laterals són simètrics i estan dividits per dues pilastres a banda i banda. Cadascun d'aquest té una finestra rectangular amb motllura i una barana d'obra que segueix el mateix patró que la galeria. Als extrems de la façana veiem dues pilastres estriades que funcionen com a marc de l'edifici.
A la capçalera s'aixeca un cos central amb una cornisa ondulant i als laterals una barana d'obra amb gerros als extrems. Al centre d'aquest cos apareix un relleu on distingim la data "1947" i les inicials entrelligades "RP". Sota aquestes baranes trobem elements decoratius geomètrics que donen magnificència a la façana.
Es troba totalment arrebossada i pintada amb una tonalitat grogosa, quasi desapareguda, a excepció de les decoracions ornamentals de pedra.